# 12567 Херревеґе
12567 Херревеґе (12567 Herreweghe) — астероїд головного поясу, відкритий 21 вересня 1998 року.
Тіссеранів параметр щодо Юпітера — 3,183.